# Mudar Badran
Mudar Mohammad Ayesh Badran (en árabe: مضر بدران; Gerasa, 18 de enero de 1934 - Amán, 22 de abril de 2023) fue un político y empresario jordano, quién ejerció tres veces como Primer ministro de Jordania, en los períodos 1976-1979, 1980-1984 y 1989-1991.

## Biografía
Badran nació en 1934, en Gerasa, que en entonces era parte del Emirato de Transjordania, una colonia del Reino Unido. Estudió derecho en la Universidad de Damasco en Siria francesa, en donde se tituló de abogado. Badran inició su carrera como un joven oficial del ejército jordano. Posteriormente, se desempeñó como Director de la Dirección de Inteligencia General en la década de 1970, durante el Septiembre Negro. Durante ese período, se convirtió en jefe de la Corte Real Hachemita, y también llegó a ejercer como Ministro de Educación.
Badran se convirtió en Primer ministro de Jordania de 1976 hasta 1984, con una breve interrupción entre 1979 y 1980. Asumió nuevamente el cargo el 4 de diciembre de 1989, tras la renuncia de entonces Primer ministro Zaid ibn Shaker. El tercer período de Badran duró hasta 1991, cuando Jordania volvió a ser un Estado democrático, y el Senado recuperó sus facultades legítimas, luego de dos décadas sin elecciones parlamentarias. Ejerció un total de ocho años como Primer ministro, siendo la segunda persona que más tiempo ostentó el cargo, siendo superado únicamente por Zaid al-Rifai. También se desempeñó como Ministro de Relaciones Exteriores entre 1976 y 1979, y como Ministro de Defensa, durante el gobierno de al-Rifai. Badran fue un estrecho colaborador del rey Hussein I .
En 1993, Badran fue designado como senador. En 2011, obtuvo un doctorado honorífico en Economía en la Universidad Hachemita. En febrero de 1981, Badran estaba dentro de los objetivos de un fallido intento de asesinato por parte de las Compañías de Defensa, una organización paramilitar siria.

## Vida privada
Su hermano menor fue Adnan Badran, quién también ejerció brevemente como Primer ministro de Jordania entre abril y diciembre de 2005.
Badran vivía con su esposa Mo'mina, en la ciudad de Abdoun. La pareja tuvo dos hijos y tres hijas. Su hija, Reem Badran, ejerció como  diputada de la Cámara de Representantes de Jordania.
Tras retirarse de la vida política, Badran ingresó al sector privado, fundando la compañía siderúrgica, Jordan Steel P.L.C., en 1993. Fue uno de los principales productores de acero del país.
Badran falleció el 22 de abril de 2023, a los 89 años.